# صمام تناسب
صمام التناسب (بالإنجليزية: Proportioning Valve)‏ هو صمام يستخدم لتخفيض ضغط ما إلى خط الخروج.
من أبسط الأمثلة هو استخدام زنبرك للتأثير بقوة تقلل من ضغط الخروج. صمامات التناسب تستخدم عادة في السيارات لتخفيض ضغط مائع المكابح الواصل إلى المكابح الخلفية.